# 花桥站 (昆山市地铁车站)
花桥站位于中华人民共和国江苏省苏州市昆山市沿沪大道与光明路交叉口，为上海地铁11号线与苏州地铁11号线的地铁换乘站，也是两线的终点站。

## 历史
- 2013年4月28日：上海地铁11号线北段工程花桥段建设正式开始列车调试[3]。
- 2013年10月16日：上海地铁11号线花桥站开始试运营[4]。
- 2020年1月26日：下午1时起，为阻止2019冠状病毒病扩散，上海地铁11号线车站暂停服务[5]，直至3月24日恢复[6]。
- 2022年2月14日：中午12时起，因苏州市发生本土疫情，上海地铁11号线车站暂停服务，随后上海爆发大规模疫情，车站持续暂停服务，直至7月4日恢复[7]。
- 2023年6月24日：苏州地铁11号线于上午11时起正式开通运营，本站成为上海地铁11号线与苏州地铁11号线的换乘站[8]。

## 车站结构
上海地铁11号线花桥站为高架车站，1面2线侧式站台，连接站厅的东、西两个付费区。苏州地铁11号线花桥站站台位于地下一层，站厅位于地面层和地上二层。上海地铁站厅的两个付费区各自有一个换乘通道，无需再次安检（重大活动除外），使用Metro大都会或苏e行客户端可通过“无感换乘”无需再次进出站；使用交通聯合卡的乘客則需通過刷卡通道，先刷卡出閘完成車費結算，再刷卡入閘，不過可以免除再安檢；其他票種的乘客需要重新買票並再安檢方可換乘。付费区外亦有一个换乘通道，共3个换乘通道。
本站是苏州地铁11号线上的一个艺术品站点，采用白色与高级灰相搭配，营造现代、简洁的空间，天花板采用了不规则的几何造型元素，站厅设有由27个心形雕塑构成的工艺品，以体现长三角城市群“互相连接、心心相印、共同发展”的理念。

### 楼层分布
| 側式 · 開右邊车门 |  |                              |
|                   |  | 上海11号线落客               |
|                   |  | 上海11号线往迪士尼（光明路） |
| 側式 · 開右邊车门 |  |                              |

|                   |  | 苏州11号线往苏州新区火车站（花溪公园） |
| 島式 · 開左邊车门 |  |                                        |
|                   |  | 苏州11号线落客                         |

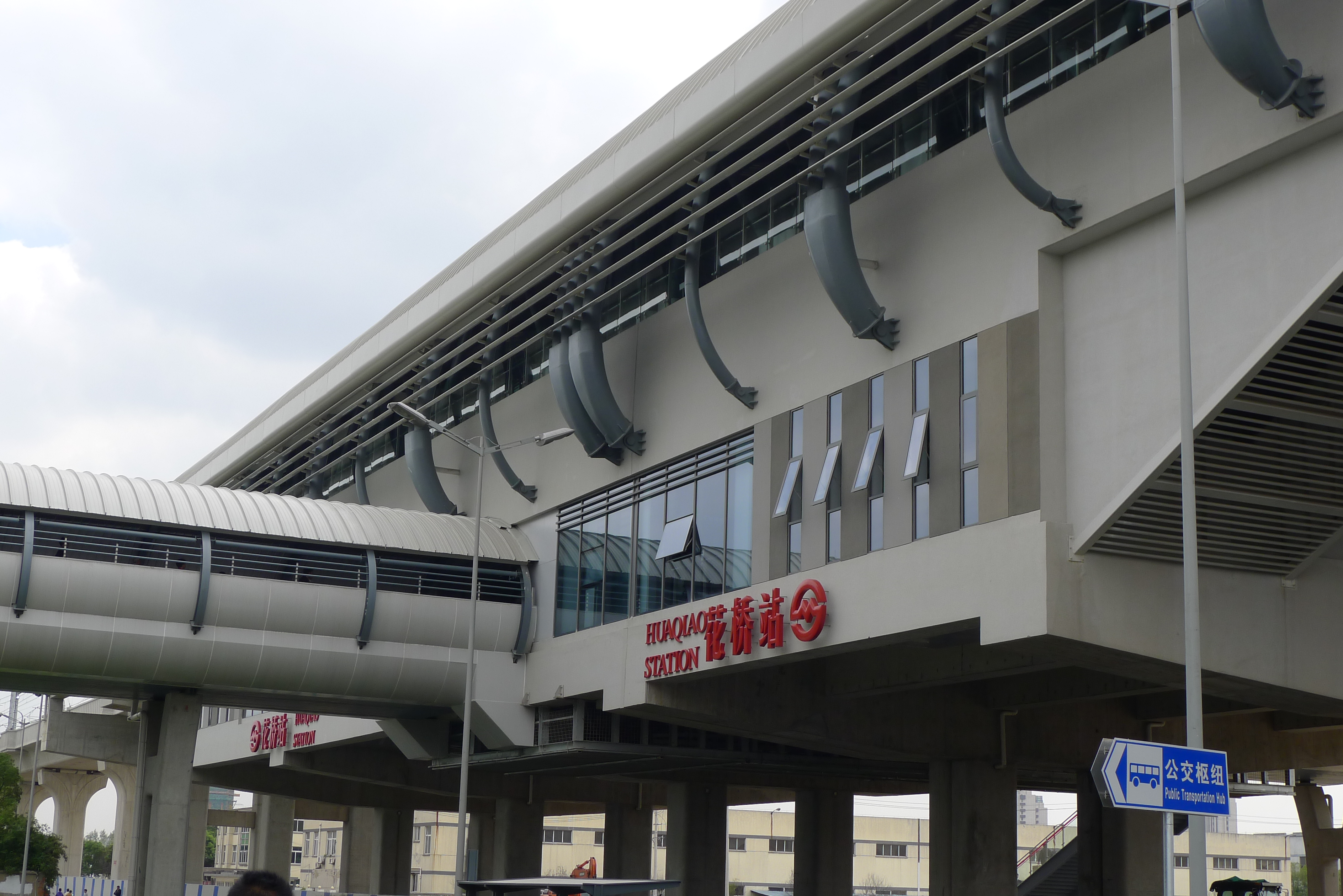
上海地铁花桥站车站外观
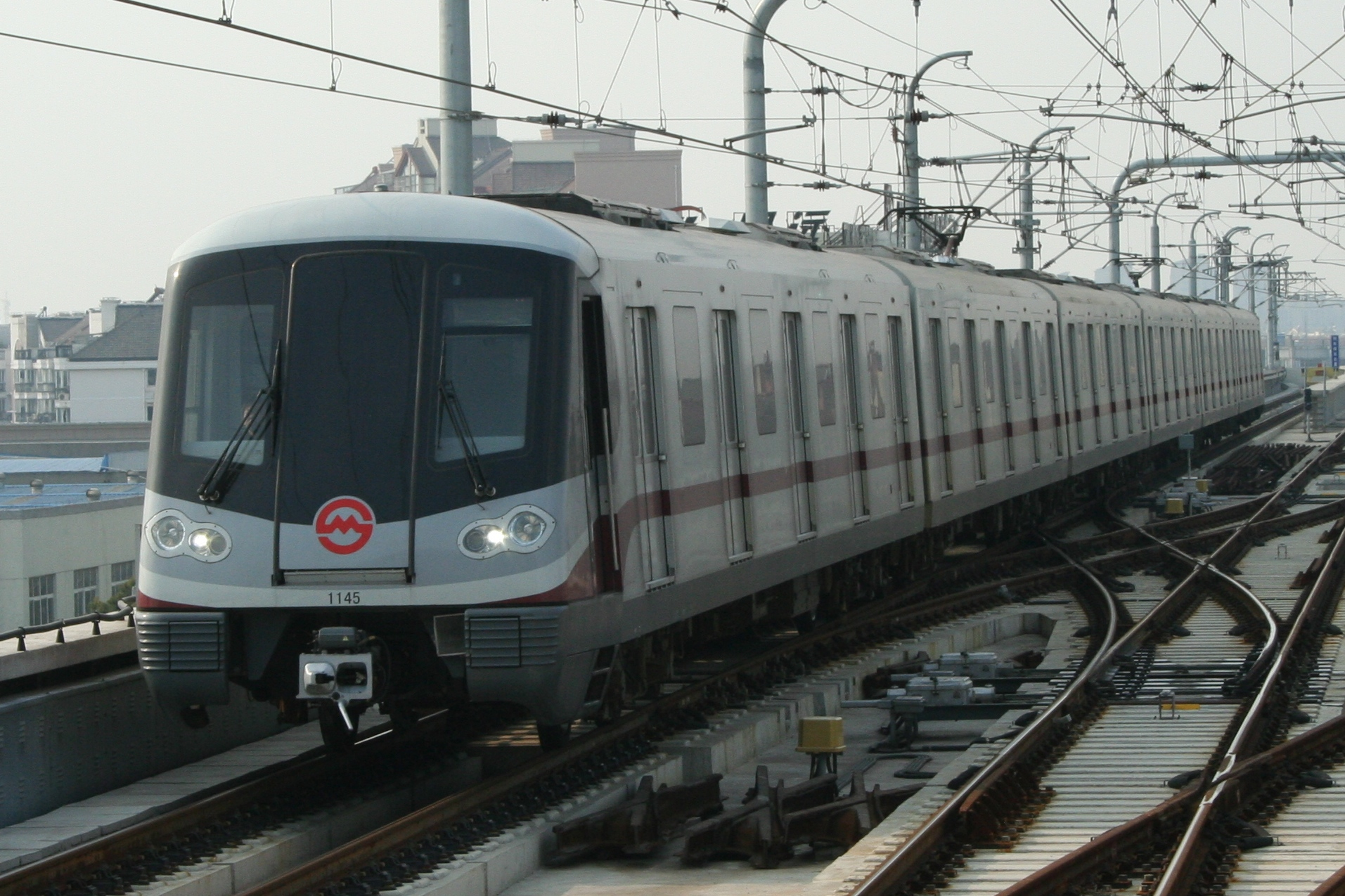
上海地铁11号线列車正在進入花桥站
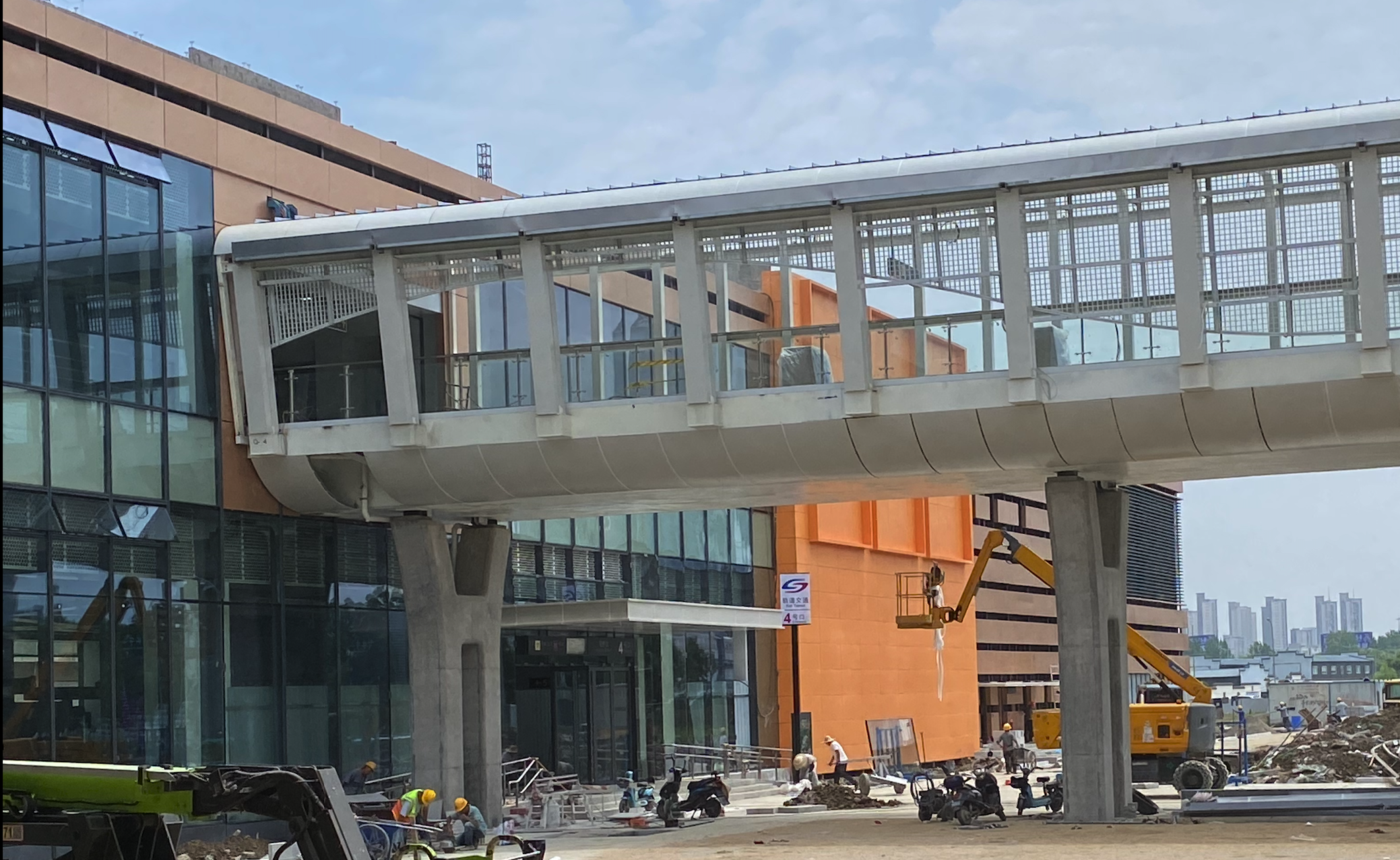
正在建设的苏州地铁11号线花桥站外观
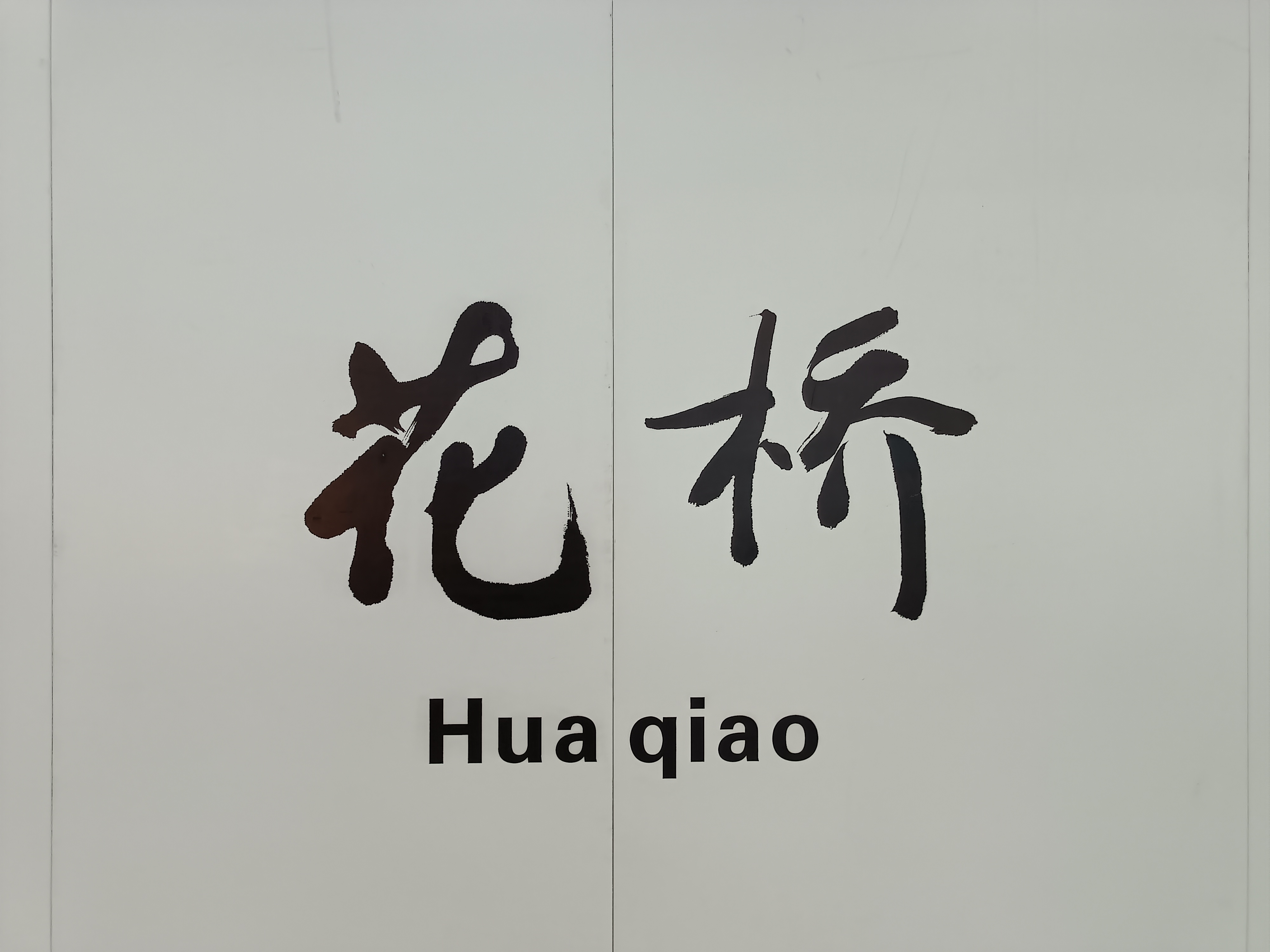
苏州地铁11号线花桥站站名墙
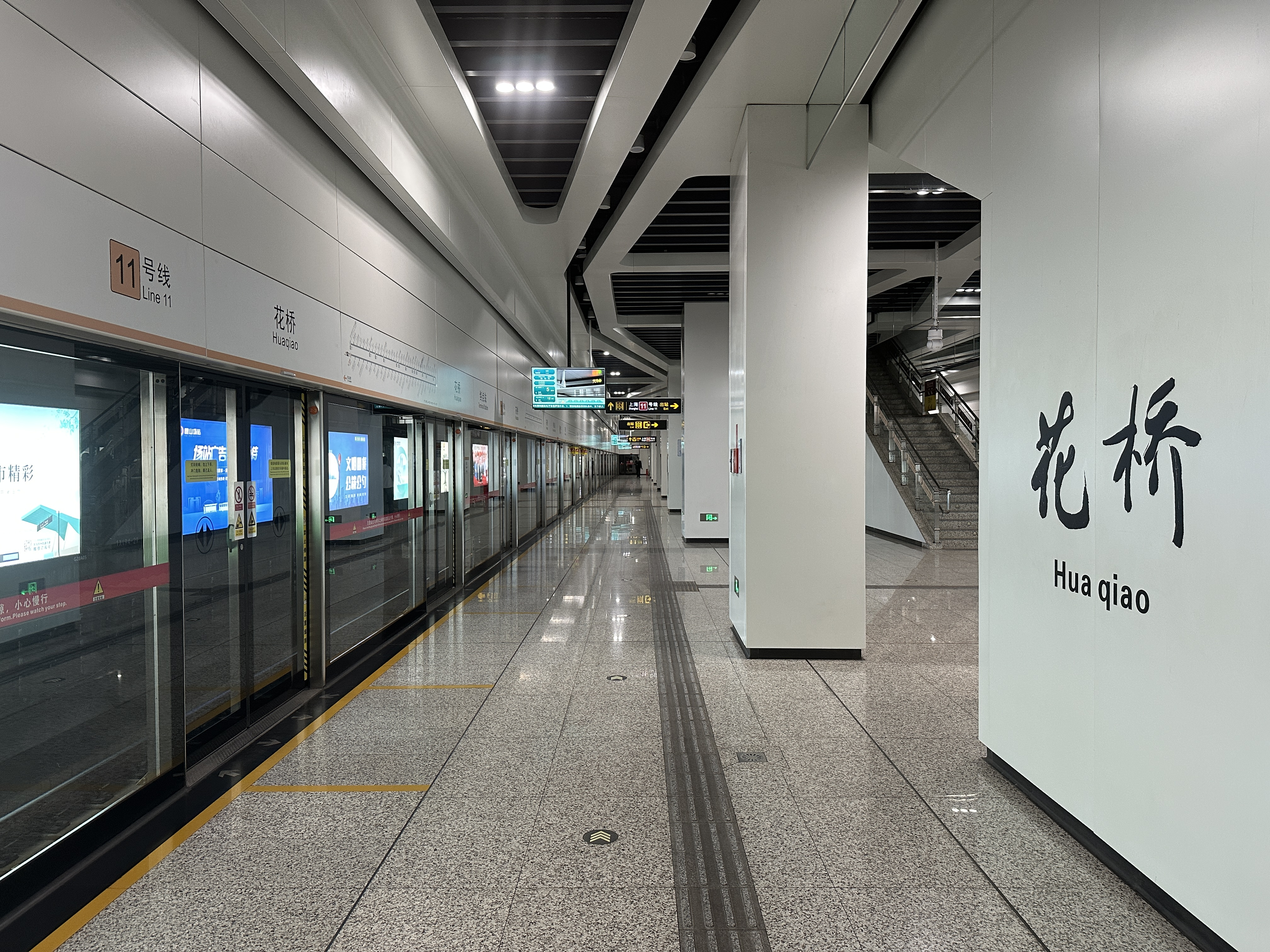
苏州地铁11号线花桥站站台
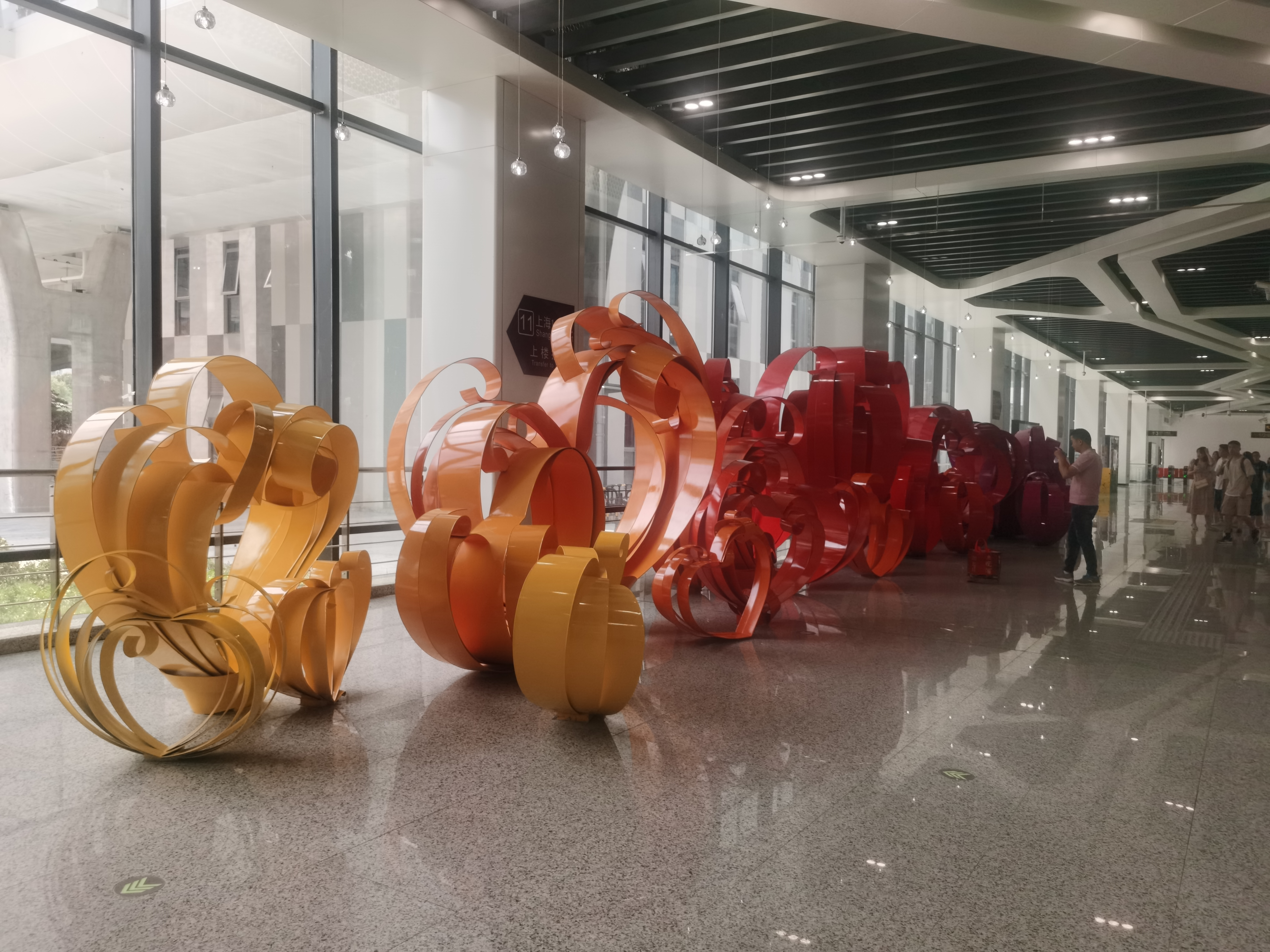
苏州地铁11号线花桥站站内的由27个心形雕塑构成的工艺品
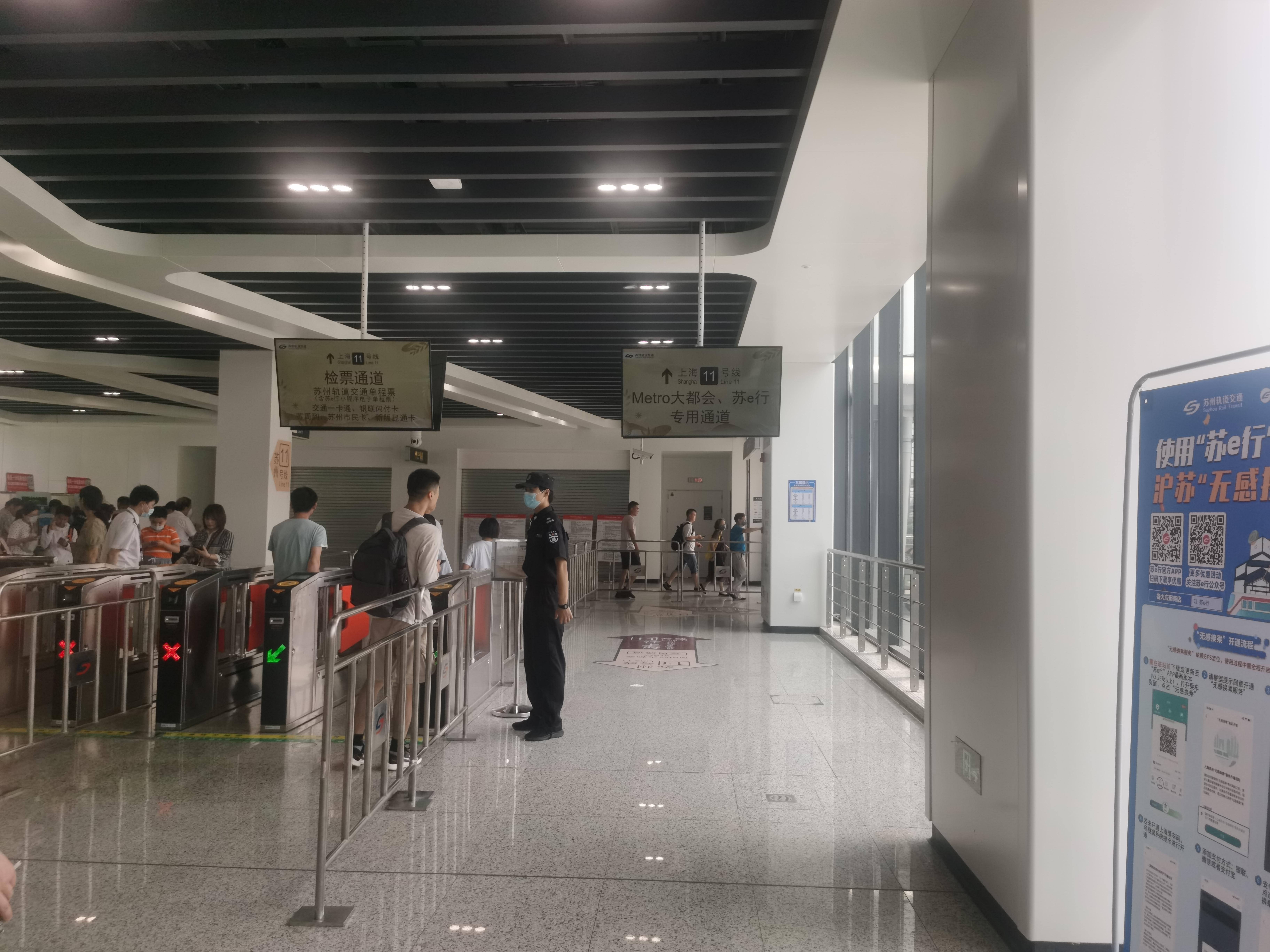
换乘通道（往上海地铁）
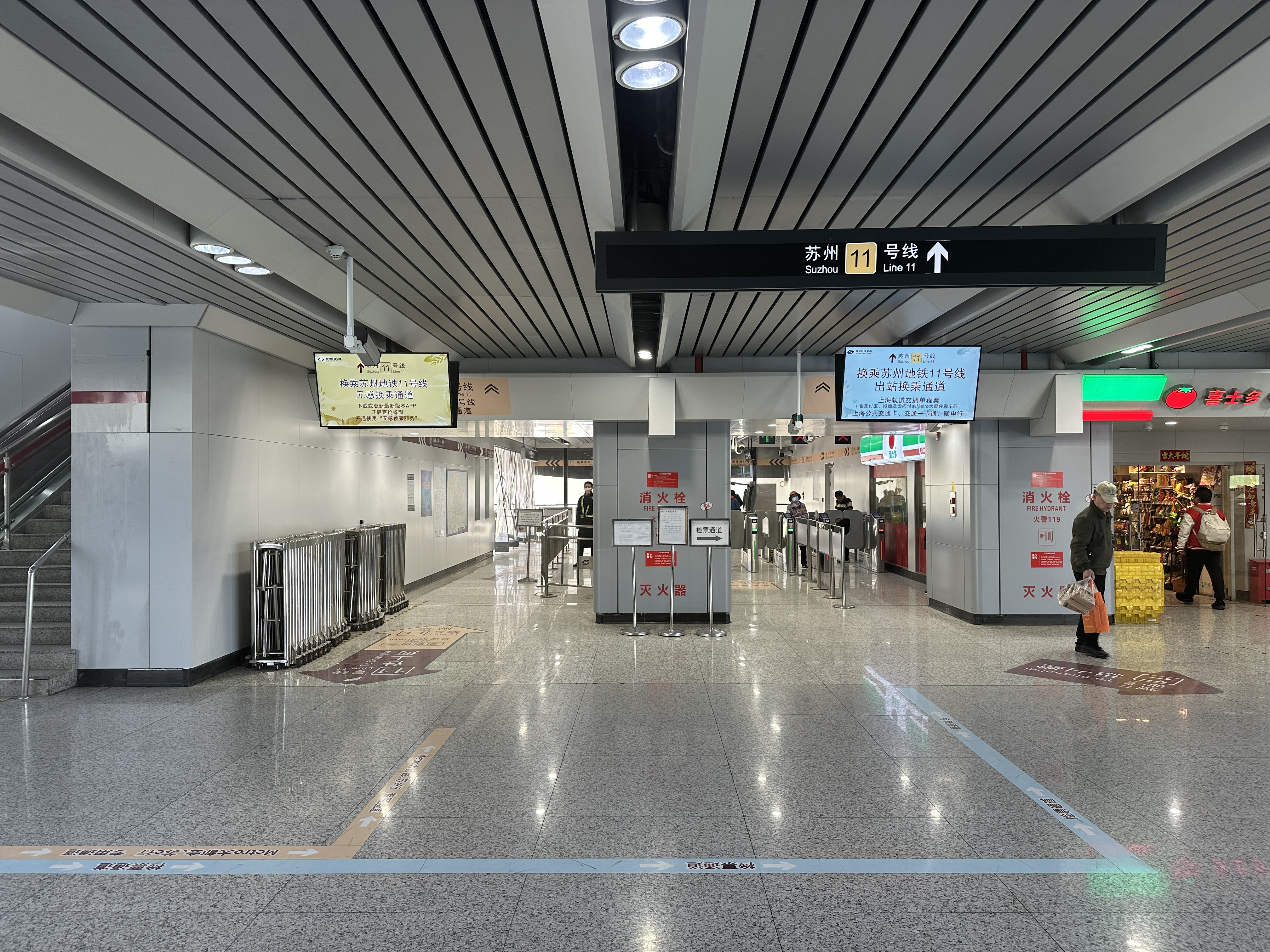
换乘通道（往苏州地铁）

## 出入口
花桥站共有8个出入口，其中1-2号口连通上海地铁站厅，3-7号口连通苏州地铁站厅。上海地铁车站原2号口仅设楼梯连接地面，苏州地铁11号线开通后在对侧新建设扶梯的出入口，并根据苏州地铁出入口命名惯例命名为2b号口，同时使用了苏州地铁样式的站牌和扶梯广播。原2号口则更名为2a号口。
各出入口如下所示：
| 出口编号            | 出口指示            | 照片                |
| 连通 上海11号线站厅 | 连通 上海11号线站厅 | 连通 上海11号线站厅 |
| ------------------- | ------------------- | ------------------- |
| 1 · 出口 · （设有） | 光明路              |                     |
| 2 · a · 出口        | 光明路，沿沪大道    |                     |
| 2 · b · 出口        | 光明路，沿沪大道    |                     |
| 连通 苏州11号线站厅 |                     |                     |
| 3 · 出口 · （设有） | 光明路              |                     |
| 4 · 出口 · （设有） | 光明路，沿沪大道    |                     |
| 5 · 出口            | 光辉路，沿沪大道    |                     |
| 6 · 出口            | 光辉路（暂未启用）  |                     |
| 7 · 出口            | 光辉路              |                     |
| 图例： 设有 \| 设有 |                     |                     |

## 接驳交通
| 轨道交通花桥站（近1、2出口） | 轨道交通花桥站（近1、2出口） | 轨道交通花桥站（近1、2出口） | 轨道交通花桥站（近1、2出口） | 轨道交通花桥站（近1、2出口） |
| 编号                         | 路线                         | 路线                         | 路线                         | 备注                         |
| ---------------------------- | ---------------------------- | ---------------------------- | ---------------------------- | ---------------------------- |
| 101昆山                      | 昆山南站                     | ⇆                            | 轨道交通光明路站             | 大站快线                     |
| 136昆山                      | 花桥站公交微枢纽             | →                            | 周庄客运站                   | 原 昆山游7                   |
| 136昆山                      | 轨道交通花桥站               | ←                            | 周庄客运站                   | 原 昆山游7                   |
| 151昆山                      | 花桥站公交微枢纽             | →                            | 南港望江路                   |                              |
| 151昆山                      | 轨道交通花桥站               | ←                            | 南港望江路                   |                              |
| 220昆山                      | 平安驾校花桥分校             | ⇆                            | 中西医结合医院               |                              |
| 221昆山                      | 中西医结合医院               | ⇆                            | 轨道交通兆丰路站             |                              |
| 229昆山                      | 利胜路星光路                 | ⇆                            | 轨道交通兆丰路站             |                              |
| 253昆山                      | 秦峰路首末站                 | →                            | 轨道交通花桥站               |                              |
| 253昆山                      | 秦峰路首末站                 | ←                            | 花桥站公交微枢纽             |                              |
| 323昆山                      | 中西医结合医院               | ↺                            | 春天大道                     |                              |
| 966昆山                      | 博览中心首末站               | ↺                            | 轨道交通花桥站               |                              |
| 白鹤6路                      | 白鹤汽车站                   | ⇆                            | 万狮路万狮渡口               |                              |